# Bundesstraße 22
De Bundesstraße 22 (ook wel B22) is een weg in de Duitse deelstaat Beieren.
De B22 begint bij de afrit Schwarzach-Kitzingen van de A3 en loopt verder langs de steden Bamberg, Bayreuth, Weiden in der Oberpfalz en verder naar Cham. Ze is ongeveer 288 km lang.
Routebeschrijving
Ze begint in Beieren bij de afrit Kitzingen/Schwarzach van de A6 en loopt in noordelijke richting naar Schwarzach waar ze  afbuigt en de zuidelijke rondweg van de stad vormt. De weg loopt verder in noordoostelijke richting en loopt door Laub, kruist in Neuses am Sand de B286. De weg loopt verder door Oberschwarzach en de deelgemeente Breitbach, Ebrach, Eberau,  Burgwindheim,  twee maal, komt door, komt door Burgebrach. De weg  en loopt verder door,l Frensdorf, kruisa Stegaurach en komt vervolgens in de stad Bamberg. In Bamberg vormt de B22 de zuidelijke rondweg en sluit vervolgens in de afrit Bamberg-Süd aan op de A73 en de B505.
Vervanging
Tussen de afrit Bamberg-Süd en afrit Scheßlitz is de B22 vervangen door A73 en de A70.
Voortzetting
De B22 begint weer bij afrit Scheßlitz A70 en loopt in zuidoostelijke richting door Scheßlitz, Stadelhofen, Königsfeld, Hollfeld, langs Eckersdorf en komt in de stad Bayreuth waar ze bij het centrum aansluit op de B2 en de B85. Samen lopen ze door Bayreuth, kruisen bij afrit Bayreuth-Süd de A9 en lopen naar het zuidoosten en buigt op de afrit Batreuth-Meyernreuth in oostelijke richting af en vormt de zuidelijke randweg van het dorp. De weg loopt verder door Weidenberg, langs Seyb-Henreuth en Speichersdorf, loopt langs Kemnath, de weg loopt nu verder in oostelijke richting en passeert Erbendorf met een rondweg waarop en samenloop is met de B299. De weg loopt naar het zuidoosten langs Kirchendemenreuth en kruist bij afrit Altenstadt de A93. De B22 loopt door de stad Altenstadt an der Waldnaab loopt, langs Irchenrieth, Leuchtenberg en kruist bij afrit Leuchtenberg de A6. De weg loopt verder in zuidoostlijke richting, passeert Tännesberg,  Teunz en Oberviechtach en Winklam met een rondweg. Ze loopt verder langs Rötz en Schönthal met een rondweg. De B22 loopt nog door Kleinschönthal, Pemfling, langs Waffenbrunn en Willmering. De B22 vormt vervolgens het noordelijk deel van de rondweg van de stad Cham en sluit bij afrit Cham-Südost aan op de B20 en de B85 de samen het zuidelijke deel van de rondweg van Cham vormen
B2 · B2a · B2R · B3 · B4 · B4R · B8 · B10 · B11 · B12 · B13 · B13n · B14 · B15 · B15n · B16 · B17 · B18 · B19 · B20 · B21 · B22 · B23 · B25 · B26 · B26a · B27 · B28 · B28a · B29 · B30 · B31 · B31a · B32 · B33 · B33a · B34 · B35 · B36 · B37 · B38 · B38a · B39 · B44 · B45 · B47 · B85 · B89 · B131n · B173 · B276 · B278 · B279 · B285 · B286 · B287 · B289 · B290 · B291 · B292 · B293 · B294 · B295 · B296 · B297 · B298 · B299 · B300 · B301 · B302 · B303 · B304 · B305 · B306 · B307 · B308 · B309 · B310 · B311 · B312 · B313 · B314 · B315 · B316 · B317 · B318 · B319 · B340 · B378 · B388 · B415 · B425 · B426 · B462 · B463 · B464 · B465 · B466 · B467 · B468 · B469 · B470 · B471 · B472 · B491 · B492 · B500 · B505 · B512 · B523 · B532 · B533 · B535 · B588 · B999